# Karol Piltz
Karol Piltz (ur. 7 lutego 1898 w Warszawie, zm. we wrześniu 1939) – szachista polski, reprezentant Polski na nieoficjalnej olimpiadzie szachowej w Paryżu w 1924.

## Życiorys
Przed osiągnięciem wieku dorosłego kilkakrotnie zmieniał kraj pobytu; osierocony przez ojca jako 5-latek, wyjechał z matką do Ameryki Południowej, by jeszcze przed wybuchem I wojny światowej powrócić do Warszawy i podjąć naukę w II gimnazjum. Lata wojenne spędził w Rosji. W listopadzie 1918 przyjechał do Polski na stałe. Przez krótki czas był nauczycielem szkoły powszechnej w Henrykowie na Mazowszu. Służył wojskowo w czasie wojny z Rosją radziecką w 1920.
Po demobilizacji podjął w 1921 studia na Politechnice Warszawskiej; przed ich ukończeniem i uzyskaniem dyplomu inżyniera zaliczył dwuletni epizod studencki na Wydziale Humanistyczno-Filozoficznym Uniwersytetu Warszawskiego. Z początku lat 20. XX wieku pochodzi również jego debiut w życiu szachowym stolicy. Uczestniczył w turniejach szachowych, zajął się redakcją kącików szachowych w prasie oraz publikował zadania.
Od grudnia 1921 prowadził rubrykę szachową pisma młodzieżowego „Czyn”. Jako kompozytora cenił go Dawid Przepiórka, który zamieszczał zadania Piltza w prowadzonym przez siebie kąciku w „Tygodniku Ilustrowanym”. Piltz ogłaszał też swoje prace w „Szachiście Polskim”.
Pierwszy znaczący sukces turniejowy zaliczył w styczniu 1922. W walce o akademickie mistrzostwo Warszawy, rozegrane pod auspicjami Akademickiego Związku Sportowego, zajął II miejsce, dopiero w barażu o tytuł ulegając Stanisławowi Kohnowi; wyprzedził m.in. Kazimierza Makarczyka, Zygmunta Marjenstrassa, Izaaka Towbina. W 1923 zajął VI miejsce w turnieju Warszawskiego Towarzystwa Zwolenników Gry Szachowej. Latem 1924 z powodzeniem wystartował w warszawskim turnieju eliminacyjnym do reprezentacji Polski na pierwszą, jeszcze bez oficjalnego statusu, olimpiadę szachową (rozegraną przy okazji paryskich igrzysk olimpijskich). Awans wywalczył z II miejsca, wspólnie ze Stanisławem Kohnem i Janem Kleczyńskim, ubiegając takich rywali jak Leon Szwarcman, Józef Cukierman, Paulin Frydman, Leon Kremer, Kazimierz Makarczyk; reprezentacja Polski, zasilona triumfatorem eliminacji łódzkich Dawidem Daniuszewskim, nie osiągnęła jednak w Paryżu wybitnego rezultatu, kończąc rywalizację drużynową na dzielonym VII-VIII miejscu. Piltz zdobył 6 punktów, ale w fazie wstępnej, stanowiącej eliminację do właściwego finału, jedynie 1 punkt, co przełożyło się na VI lokatę (ostatnią) w jego grupie eliminacyjnej; w fazie zasadniczej, rozegranej w przypadku słabszych graczy w formie turnieju pocieszenia, reprezentant Polski pokonał m.in. rosyjskiego emigranta Piotra Potemkina oraz pierwszą kobietę na szachowej olimpiadzie, Angielkę Edith Holloway.
Z wyników Piltza w rozgrywkach krajowych można wymienić również wkład w mecze drużynowe. W 1922 w rywalizacji warszawsko-łódzkiej pokonał m.in. Achillesa Frydmana. W 1929, wspólnie z Rafałem Feinmesserem, Abramem Blassem, Paulinem Frydmanem, Leonem Kremerem, Stanisławem Kohnem i Henrykiem Pogoriełym, zdobył w Królewskiej Hucie pierwsze drużynowe mistrzostwo kraju. Udanie zaprezentował się także w inauguracyjnej rywalizacji o indywidualne mistrzostwo Polski w Warszawie w 1926 — w końcowej klasyfikacji podzielił III-VI lokatę, miejsce na najniższym stopniu podium tracąc na rzecz „warszawskiego Capablanki” Stanisława Kohna.
Jeszcze do końca lat 20. występował w turniejach szachowych (bez większych sukcesów), potem skoncentrował się na obowiązkach zawodowych. Sporadycznie uczestniczył w rywalizacji drużynowej, broniąc barw Warszawskiego Towarzystwa Zwolenników Gry Szachowej oraz YMCA. Próba powrotu do szachów po kilkuletniej przerwie nie rozpoczęła się dla Piltza udanie — na mistrzostwach Polski w Juracie w 1937 zajął dzielone XVII-XVIII miejsce. Lepiej wypadł na mistrzostwach Warszawskiego Towarzystwa Zwolenników Gry Szachowej w 1939, zajmując w gronie 15 renomowanych zawodników (m.in. Mieczysław Najdorf, Dawid Przepiórka, Kazimierz Plater, Jerzy Jagielski) V-VI miejsce. Wynik ten dał mu prawo udziału w zaplanowanych przez Polski Związek Szachowy na październik tegoż roku mistrzostwach Warszawy, w których mieli wziąć udział tacy szachiści, jak Najdorf, Paulin Frydman, Kremer, Kohn, Przepiórka, Makarczyk, Łowcki. Rozegranie imprezy uniemożliwił wybuch II wojny światowej, a sam Piltz zginął we wrześniu 1939 w czasie obrony Warszawy.